# Fraydele Oysher
Fraydele Oysher (potrivit altor versiuni Fraidl, Freidl, Freidel; în idiș פֿרײדעלע אױשער‎‏; n. 13 octombrie 1913, Lipcani, gubernia Basarabia, Imperiul Rus – d. 5 ianuarie 2004, New York City, New York, SUA) a fost o evreică basarabeană, actriță de teatru și muzică idiș. A fost considerată „copilul vedetă” al scenei teatrale evreiești americane din anii 1920 și 1930. De-a lungul carierei sale, a jucat în Statele Unite, Canada, America de Sud și Cuba.

## Biografie
S-a născut în târgul Lipcani (acum oraș din raionul Briceni, Republica Moldova) din ținutul Hotin, gubernia Basarabia a Imperiului Rus, în familia cantorului Selig Oysher. Potrivit lui Oysher, familia sa continua șase generații de chazanimi. Tatăl lui Fraydele a emigrat în America când era mică, lăsând-o alături de fratele mai mare, Moishe, în grija bunicului matern, tâmplarul lipcan Mahl (familia tatălui provenea din orașul Hotin). În vara anului 1921, împreună cu mama și fratele mai mare, au emigrat în Canada, la Montreal, unde se stabilise tatăl, iar doi ani mai târziu la New York și ceva timp mai târziu la Philadelphia, unde tatăl ei a primit postul de cantor. A început să lucreze devreme ca vânzătoare în Philadelphia. La vârsta de 13 ani, a început să joace într-un teatru evreiesc în idiș din New York, unde s-a mutat după fratele ei, mai întâi în zona podului Brooklyn, apoi pe Second Avenue din Manhattan.
Fraydele a devenit atât de populară în rolurile adolescenței încât, la sfârșitul anilor 1920, au fost scrise și puse în scenă special pentru ea musicalurile Little Princess („Mica prințesă”), The Golden Girl („Fata de aur”), Fraydele's Wedding („Nunta lui Fraydele”), The Cantor of Chelm („Cantorul din Chelm”). Pe măsură ce a crescut, a început să cânte în repertoriul mai tradițional al teatrelor evreiești ale vremii. Cel mai faimos rol al lui Fraydele a fost personajul clasic al teatrului evreiesc – o adolescentă deghizată în ieșiva. Mulți ani mai târziu, Barbra Streisand a devenit faimoasă în cinematografie pentru un rol similar în filmul Yentl (1983) bazat pe povestea lui Isaac Bashevis Singer.
Pe lângă faptul că a lucrat în teatru, Fraydele Oysher a realizat înregistrări gramofonice de cântece populare, hituri de teatru și compoziții liturgice. Ea a fost una dintre primele femei care a cântat în sinagogi reformiste cu un program de compoziții cantoriale concepute în mod tradițional pentru bărbați, cu mult înainte de apariția cantorilor feminini pe scena confesională. Spectacolele sale la radio de la postul new yorkez WLTH, au avut loc la sfârșitul anilor 1930 sub numele de Freidele di Haznthe („cântăreața Fraydele”).